# Plectorhyncha lanceolata
Plectorhyncha lanceolata е вид птица от семейство Meliphagidae, единствен представител на род Plectorhyncha.

## Разпространение
Видът е разпространен в Австралия.